# Dominique Mamberti
Dominique François Joseph Mamberti, född 7 mars 1952 i Marrakech i dåvarande Franska Marocko, är en fransk kardinal i Romersk-katolska kyrkan.
Mamberti föddes i Franska Marocko men följde som nyfödd med då hans franska föräldrar återvände till Frankrike.
År 2002 utsåg påve  Johannes Paulus II Mamberti till apostolisk nuntie i Sudan och 2004 även i Eritrea. År 2006 utsåg påve Benedictus XVI honom till sekreterare vid sektionen för internationella relationer i Heliga stolens statssekretariat, en post som liknas vid utrikesminister. Sedan 2014 är Mamberti prefekt i Högsta Domstolen för den Apostoliska Signaturan, organet som prövar andra kyrkliga domstolars processer för att bedöma om de handlat korrekt eller inte. Mamberti upphöjdes till kardinal 2015 av påve Franciskus. Sedan 2024 är han utsedd kardinalprotodiakon och den som utropar Habemus Papam! när en ny påve väljs, något han gjorde i samband med att Leo XIV blev påve.